# 우치부키 미사
우치부키 미사(일본어: 打吹 美砂 うちぶき みさ[*], 본명 : 후지모토 치에코 (일본어: 藤本 千栄子), 결혼 전 성 : 요네모토 (일본어: 米本), 1918년 (다이쇼 7년) 11월 15일 ~ 2010년 (헤이세이 22년))는 전 다카라즈카 가극단 (전 하나구미 주연 남역 및 여역 클래스, 전 하나구미 조장) 사람이다. 돗토리현 쿠라요시시 출신이다. 예명은 동향의 상급생 타카사고 마츠코가 고향의 우치부키 공원의 이름에서 따서 지어주었다. 다카라즈카 가극단 시대의 공식 키는 160cm이다. 다카라즈카 가극단 시절의 애칭은 "요네짱 (결혼 전 성인 요네모토에서)". 개명 전의 예명은 우치부키 타모토(打吹 たもと)이다.

## 약력ㆍ인물
1931년, 21기생으로, 다카라즈카 음악가극학교 (현재의 다카라즈카 음악학교)에 입학하여, 다카라즈카 소녀가극단 (현재의 다카라즈카 가극단)에 입단. 당시에는 입학 = 입단으로, 학교와 극단이 한몸이었다.
1948년 - 1951년과 1953년 - 1960년까지 하나구미 조장 역임. 또한, 같은 구미 조장을 2번 한 사람은 우치부키와 나토리 레이 (전 츠키구미 조장)뿐이다.
1972년, 다카라즈카 가극단 퇴단.
2010년, 사망.
2014년, 설립된 <다카라즈카 가극 전당>의 최초 100인 중 한명으로 선정되어 전당 입성하였다.

## 재단 시절 주요 무대
| 기간 (월)    | 소속 | 제목                                | 공연장               | 배역 | 비고               |
| ------------ | ---- | ----------------------------------- | -------------------- | ---- | ------------------ |
| 1946년       |      |                                     |                      |      |                    |
| 6/1 - 6/30   | 하나 | 미모자의 꽃                         | 다카라즈카 대극장    |      |                    |
| 11/1 - 11/29 | 하나 | 센티멘탈 쟈니                       | 다카라즈카 대극장    |      |                    |
| 1947년       |      |                                     |                      |      |                    |
| 1/1 - 1/30   | 하나 | 파인 로망스                         | 다카라즈카 대극장    |      |                    |
| 4/1 - 4/29   | 하나 | 하루노오도리 (세계의 꽃)            | 다카라즈카 대극장    |      |                    |
| 9/2 - 9/29   | 하나 | 몽 파리                             | 다카라즈카 대극장    |      |                    |
| 12/2 - 12/28 | 하나 | 아듀 1947년                         | 다카라즈카 중극장    |      |                    |
| 12/2 - 12/28 | 하나 | 미모자의 꽃                         | 다카라즈카 중극장    |      |                    |
| 1948년       |      |                                     |                      |      |                    |
| 3/2 - 3/20   | 하나 | 니나히문                            | 다카라즈카 대극장    |      |                    |
| 5/1 - 5/29   | 하나 | 시골 겐지                           | 다카라즈카 대극장    |      |                    |
| 5/1 - 5/29   | 하나 | 할리우드에 영광이 있으라            | 다카라즈카 대극장    |      |                    |
| 7/1 - 7/30   | 하나 | 다시 그대가 가슴에                  | 다카라즈카 대극장    |      |                    |
| 12/1 - 12/23 | 하나 | 쿠즈노하                            | 다카라즈카 대극장    |      | 호시구미 공동 공연 |
| 12/1 - 12/23 | 하나 | 아쥬 1948년                         | 다카라즈카 대극장    |      | 호시구미 공동 공연 |
| 1949년       |      |                                     |                      |      |                    |
| 1/26 - 2/16  | 하나 | 부기우기 파리                       | 다카라즈카 대극장    |      |                    |
| 5/11 - 5/30  | 하나 | 원더풀 하이디                       | 다카라즈카 대극장    |      |                    |
| 5/11 - 5/30  | 하나 | 기억 속의 장미                      | 다카라즈카 대극장    |      |                    |
| 7/16 - 8/8   | 하나 | 카르멘                              | 다카라즈카 대극장    |      |                    |
| 7/16 - 8/8   | 하나 | 그리운 애리조나                     | 다카라즈카 대극장    |      |                    |
| 11/1 - 11/29 | 하나 | 우게츠모노가타리                    | 다카라즈카 대극장    |      |                    |
| 11/1 - 11/29 | 하나 | 프리즘 퍼레이드                     | 다카라즈카 대극장    |      |                    |
| 1950년       |      |                                     |                      |      |                    |
| 8/1 - 8/30   | 하나 | 소오락(素襖落)                      | 다카라즈카 대극장    |      |                    |
| 8/1 - 8/30   | 하나 | 아라비안 나이트                     | 다카라즈카 대극장    |      |                    |
| 1951년       |      |                                     |                      |      |                    |
| 2/1 - 2/27   | 하나 | 라 비올레테라                       | 다카라즈카 대극장    |      |                    |
| 6/1 - 6/29   | 하나 | 벌거벗은 산의 하룻밤                | 다카라즈카 대극장    |      |                    |
| 6/1 - 6/29   | 하나 | 캇파마츠리                          | 다카라즈카 대극장    |      |                    |
| 1952년       |      |                                     |                      |      |                    |
| 7/1 - 7/30   | 하나 | 안진청희담(安珍清姫譚)              | 다카라즈카 대극장    |      |                    |
| 7/1 - 7/30   | 하나 | 샹숑 드 파리                        | 다카라즈카 대극장    |      |                    |
| 1953년       |      |                                     |                      |      |                    |
| 9/1 - 9/29   | 하나 | 모모타로기                          | 다카라즈카 대극장    |      |                    |
| 1954년       |      |                                     |                      |      |                    |
| 3/3 - 3/30   | 하나 | 시라이 곤파치                       | 다카라즈카 대극장    |      |                    |
| 3/3 - 3/30   | 하나 | 왕춘찬가                            | 다카라즈카 대극장    |      |                    |
| 7/1 - 7/30   | 하나 | 후루후키 동자                       | 다카라즈카 대극장    |      |                    |
| 7/1 - 7/30   | 하나 | 황금의 강                           | 다카라즈카 대극장    |      |                    |
| 1955년       |      |                                     |                      |      |                    |
| 12/2 - 12/26 | 하나 | 국성야합전(国姓爺合戦)              | 다카라즈카 대극장    |      |                    |
| 1956년       |      |                                     |                      |      |                    |
| 4/1 - 4/29   | 하나 | 하루노오도리 (아름다운 일본)        | 다카라즈카 대극장    |      |                    |
| 11/1 - 11/29 | 하나 | 들뜬 다이묘                         | 다카라즈카 대극장    |      |                    |
| 11/1 - 11/29 | 하나 | 천사와 산적                         | 다카라즈카 대극장    |      |                    |
| 1959년       |      |                                     |                      |      |                    |
| 2/1 - 2/26   | 하나 | 일본 미녀 에마키                    | 다카라즈카 대극장    |      |                    |
| 3/1 - 3/24   | 하나 | 츠바키히메                          | 다카라즈카 대극장    |      |                    |
| 1963년       |      |                                     |                      |      |                    |
| 9            |      | 마이 페어 레이디                    | 도쿄 다카라즈카 극장 |      | 외부공연           |
| 1970년       |      |                                     |                      |      |                    |
| 4/15 - 5/6   | 츠키 | 다카라즈카 EXPO'70 사계의 춤 에마키 | 다카라즈카 대극장    |      |                    |

## 영화 출연
- 『娘十八お転婆時代』 (1952년, 토호)

## 같이 보기
- 돗토리현 출신 인물 목록